# Gare de Meyzieu
La gare de Meyzieu est une ancienne gare située sur le Chemin de fer de l'Est de Lyon, sur le territoire de la commune de Meyzieu dans la métropole de Lyon.
Elle est devenue une station de la ligne T3 du tramway de Lyon, sous le nom de Meyzieu Gare. Elle est également desservie par les lignes de bus 67, 85 et 95. Une dépose-minute, un parc relais voiture et un parc relais vélo se trouvent à proximité de la station, pour permettre aux voyageurs d'accéder à la station par véhicule individuel.
L'ancien bâtiment voyageurs existe toujours, mais il n'est plus en service.